# Oddział partyzancki „Czantoria”
Oddział partyzancki „Czantoria” – polski oddział ruchu oporu działający podczas II wojny światowej.

## Historia
Oddział partyzancki „Czantoria” powstał wiosną 1941 r., a w 1942 r. wszedł w skład Armii Krajowej jako pluton „Ustroń” i podlegał Inspektoratowi Rybnickiemu AK. W połowie 1943 r. liczył 23 żołnierzy pod dowództwem Klemensa Starzyka pseudonim „Szpak”. Działał głównie na terenie pasma Stożka i Czantorii oraz okolicznych miejscowościach, rozbrajając niemieckich żołnierzy i policjantów, likwidując konfidentów. 30 listopada 1943 r. hitlerowcy osaczyli 10 partyzantów z oddziału w zdekonspirowanej ziemiance na stokach Małej Czantorii. Czterem partyzantom udało się przebić przez pierścień obławy. Pozostała Szóstka, wraz z dowódcą oddziału, zginęli po krótkiej walce. Ich prochy spoczywają na cmentarzu ewangelickim w Nydku.

## Obsada personalna 1943[2]
- Klemens Starzyk pseudonim „Szpak”. Dowódca Oddziału
- Alojzy Badura pseudonim „Tobiasz”
- Jan Bujok pseudonim „Jawor”
- Jan Polok pseudonim „Lis”
- Jan Pytel pseudonim „Góra”
- Paweł Śliż pseudonim „Czarny”

## Upamiętnienie
Skromny Pomnik upamiętniający śmierć członków oddziału znajduje się na Małej Czantorii.
30 listopada w okolicznych miejscowościach jest obchodzony Dzień pamięci oddziału Armii Krajowej „Czantoria”.